# Jonah Hex
Jonah Hex er en western-tegneserie skabt af forfatteren John Albano og tegneren Tony DeZuñiga og siden skrevet af Michael Fleisher udgivet af forlaget DC Comics. Jonah Hex startede i bladet All-Star Western nr. 10 i februar 1972 og efter knap 30 historier i dette blad samt især bladet Weird Western Tales, fik Jonah Hex sit eget blad med denne titel. Dette blad nåede 92 numre udgivet i perioden 1977-1985, hvoraf mange historier også er udgivet på dansk. Siden er flere Hex-serier blevet udgivet. Det seneste Jonah Hex-blad startede i 2005.
Jonah Hex er en veteran fra den amerikanske borgerkrig, der lever som dusørjæger og revolvermand. Han har et meget vansiret ansigt og en utiltalende karakter, men er ofte et bedre menneske end dem, han støder på. Denne dobbelthed er seriens drivkraft, og derfor er mottoet også: "He was a hero to some, a villian to others" (Han var en helt for nogle, en skurk for andre).
I 2010 blev Jonah Hex spillet af Josh Brolin i filmen Jonah Hex instrueret af Jimmy Hayward.